# Griptape
Il grip o griptape è un tappetino in gomma che si applica sulla tavola da surf, da skateboard o da longboard nella parte dove poggiano i piedi del surfista o dello skater.
Ha lo scopo di evitare che l'atleta possa scivolare sia nella fase di partenza, sia durante le manovre. La maggior parte dei surfisti lo applica solo sulla parte posteriore della tavola preferendo, per il piede anteriore, la paraffina.
Inoltre, nello skateboarding è posto su tutta la parte superiore della tavola (deck) allo stesso scopo del surf.
Ne esistono di vari colori e disegni sovraimpressi, anche se il più comune è il nero. Generalmente i longboard hanno un grip più adesivo, a meno che non siano studiati per il dancing o il freestyle.